# Christian Zacharias
Christian Zacharias (Jamshedpur, 27 april 1950) is een Duitse pianist en dirigent.

## Muzikale carrière
Zacharias studeerde piano met Irene Slavin in Karlsruhe en Vlado Perlemuter in Parijs. Hij behaalde in 1969 de tweede prijs op het Concours de Genève, werd in 1973 onderscheiden bij de Van Cliburn International Piano Competition en won in 1975 de eerste prijs op het Concours Ravel in Parijs. Hierna begon hij een internationale carrière. Hij speelde kamermuziek met onder meer het Alban Berg Quartett, het Guarneri Quartet, Heinrich Shiff en Frank Zimmermann. Hij maakte vele plaatopnamen, waaronder die van de 33 sonates van Domenico Scarlatti in 1979.
Hij begon zijn carrière als dirigent in 1992 met het Orchestre de la Suisse Romande in Genève. Hij maakte zijn debuut in de Verenigde Staten met het Los Angeles Philharmonic Orchestra. Sinds 2000 is hij artistiek leider van het Orchestre de Chambre de Lausanne. Sinds 2002 is hij een belangrijke gastdirigent van het Göteborg Symfonie Orkest.